# Adelheid Amalie Gallitzin
La principessa Adelheid Amalie Gallitzin (nota anche come Amalia Samuilovna Golicyna, in russo Амалия Самуиловна Голицына?; Berlino, 28 agosto 1748 – Münster, 17 aprile 1806) è stata una nobile e salottiera tedesca.

## Biografia
Adelheid Amalia von Schmettau nacque dal feldmaresciallo prussiano Samuel von Schmettau (1684-1751) e dalla sua seconda moglie Maria Johanna von Ruffer (1717-1771). Rimase presto orfana di suo padre e all'età di quattro o cinque anni fu portata in una scuola del convento delle Orsoline di Breslavia. Dopo alcuni anni tornò a Berlino dove studiò con precettori privati, indi all'età di quattordici o quindici anni frequentò per due anni un'accademia francese di perfezionamento in città.
Dopo aver terminato gli studi fu introdotta nella società e invitata a diventare una delle damigelle d'onore della margravina Elisabetta Luisa di Brandeburgo-Schwedt, moglie del principe Ferdinando, fratello di Federico il Grande. Nel 1768, durante un'escursione con la principessa e altre dame di corte alle terme di Aquisgrana, incontrò il principe Dmitrij Alekseevič Golicyn, il quale era di ritorno a San Pietroburgo dopo aver lavorato per quattordici anni come ambasciatore di Caterina la Grande in Francia.

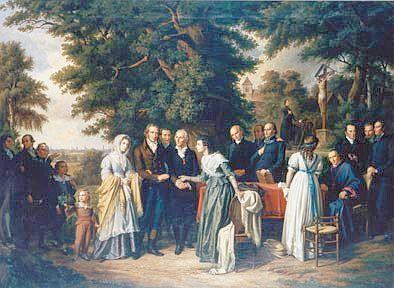
La principessa Gallitzin nella cerchia dei suoi amici

Il 28 agosto 1768 i due si sposarono in una cappella di Aix-la-Chapelle, indi si recarono a San Pietroburgo, dove a Golycin era stato assegnato l'incarico di ambasciatore imperiale presso la Repubblica della Sette Province Unite. Sulla strada per L'Aia si fermarono a Berlino, dove il 7 dicembre 1769 nacque la loro figlia Marianna. La famiglia vi rimase per qualche tempo prima di proseguire per L'Aia, dove il 22 dicembre 1770 nacque il principe Demetrius.
All'età di 24 anni Amalie abbandonò improvvisamente la vita da socialite e si dedicò all'istruzione dei suoi figli. Si interessò allo studio della matematica, della filologia classica e della filosofia con Franz Hemsterhuis, che accese in lei l'entusiasmo per l'idealismo socratico-platonico e che in seguito le avrebbe dedicato le sue Lettres sur l'atheisme appellandosi a lei con il nome di Diotima. Sebbene professasse il cattolicesimo, Gallitzin fu una grande ammiratrice di Diderot.

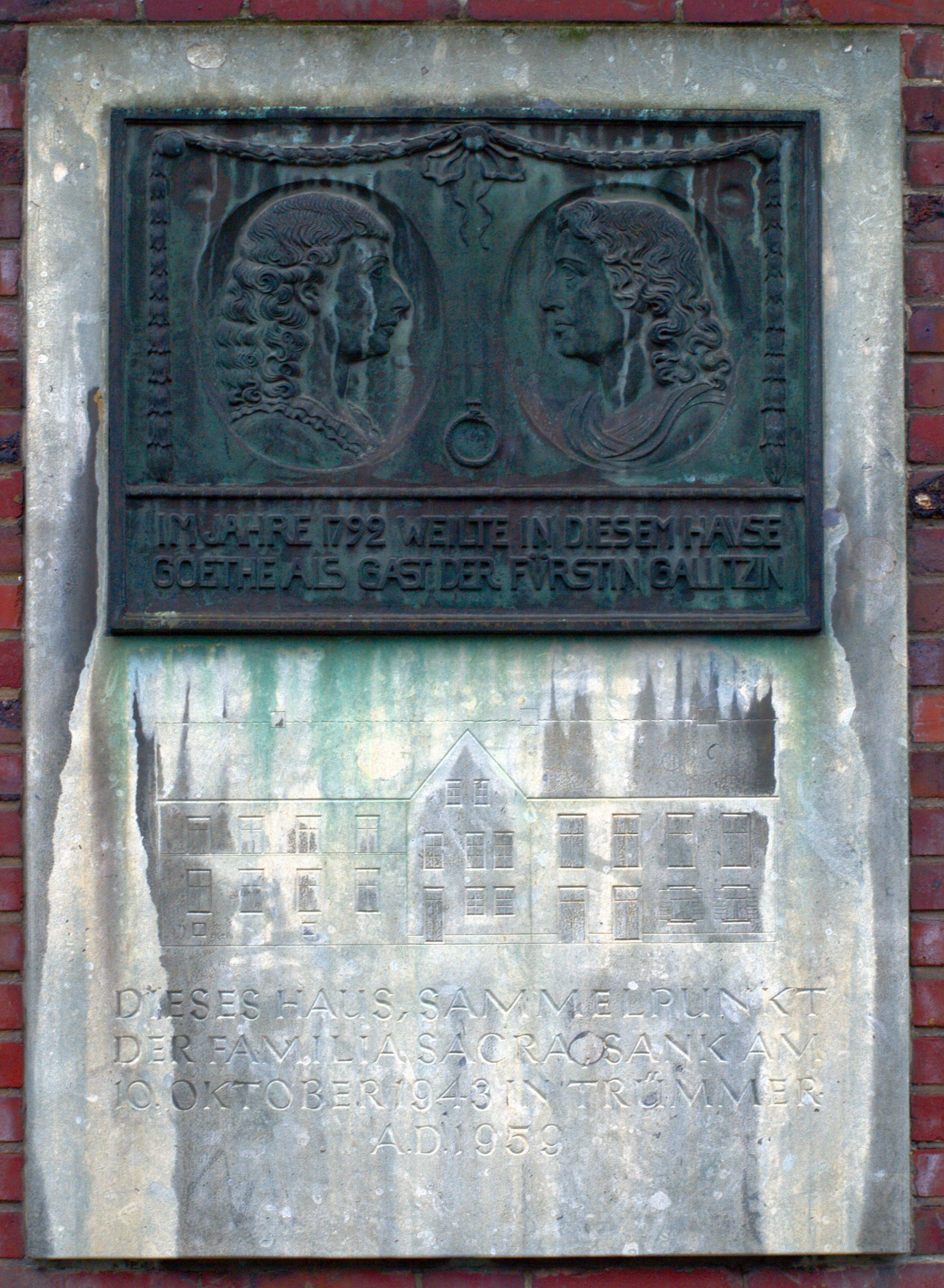
Targa commemorativa in bronzo che ricorda l'incontro di Goethe con la principessa Gallitzin all'Annette-von-Droste-Hülshoff-Gymnasium di Münster

La riforma scolastica introdotta da Franz Friedrich Wilhelm von Fürstenberg, vicario generale di Münster, la indusse a stabilirsi nella capitale della Vestfalia, dove seppe raccogliere attorno a sé un cenacolo mistico-letterario che ebbe una notevole influenza sulla vita intellettuale e religiosa tedesca dell'epoca. Qui divenne presto il centro di un gruppo di uomini intellettuali guidati da Fürstenberg. Di questa cerchia facevano parte anche gli insegnanti di ginnasio (da lei incoraggiati allo studio più approfondito di Platone) Bernhard Heinrich Overberg, il riformatore dell'istruzione scolastica popolare Clemens August von Droste-Vischering, il conte Leopold zu Stolberg e il filosofo Johann Georg Hamann. Anche il poeta Matthias Claudius fu un visitatore abituale e Johann Wolfgang Goethe definì le ore trascorse in questo circolo tra i suoi ricordi più piacevoli.
Una grave malattia nel 1786 portò Gallitzin alla lettura della Bibbia e al suo ritorno alla religione. Il 28 agosto 1786 si avvicinò al confessionale per la prima volta dopo molti anni su insistenza di Overberg, che fu nominato suo cappellano. Sotto la sua influenza subì un cambiamento radicale. La sua vita religiosa assunse un'importanza maggiore e divenne il centro della rinascita religiosa e letteraria cattolica romana di Münster. In quei tempi rivoluzionari provvide alla diffusione degli scritti cristiani, si dimostrò un sostegno alla fede religiosa di molti suoi amici e persuase altri, tra cui il conte Stolberg, a riappacificarsi con la Chiesa cattolica in Germania.
Si distinse per l'accoglienza offerta ai preti rifugiati, intellettuali e membri della nobiltà francese in fuga dalla rivoluzione francese e dal regime del Terrore.